# Avigdor Eskin
Avigdor Eskin (nascido em 26 de abril de 1960) é um jornalista conservador russo-israelense e ativista político. Nascido em Moscou, na União Soviética, Eskin emigrou para Israel, onde se envolveu com política de direita. Atualmente reside em Jerusalém.

## Vida

### Primeiros anos
Avigdor Eskin, nome de batismo Victor Valeryevich Eskin, nasceu em Moscou em 1960. Seu pai era de uma família judia assimilada. Sua mãe, uma ucraniana, não era considerada judia sob a lei judaica, mas pode ter tido raízes judaicas. Quando tinha 11 anos, começou a se interessar por sua identidade judaica depois que sua avó lhe contou sobre o Holocausto, e foi ainda mais inspirado por um amigo católico religioso. Passou a ouvir ilegalmente estações de rádio ocidentais, como Voice of America, Kol Israel e o Serviço Russo da BBC, e a frequentar a sinagoga. Se converteu ao judaísmo pouco tempo depois. Se tornou judeu ortodoxo e um sionista dedicado.
Apesar da pressão da KGB, Eskin participava de atividades sionistas. Ele se tornou o mais jovem professor de hebraico clandestino na União Soviética (o que era ilegal na época), e traduziu o manifesto do grupo radical de direita Meir Kahane, Nunca Mais, para o russo. [citação necessária] Eskin também estava determinado a emigrar para Israel, e recebeu um visto de saída em 1978. Ele emigrou para Israel em janeiro de 1979, com 18 anos de idade. Anos depois, a mãe e as irmãs de Eskin imigraram para Israel. Em Israel, fez o serviço militar nas Forças de Defesa de Israel como parte do programa Hesder, que combina serviço militar regular com estudos religiosos.[3]

### Atividades Políticas
Eskin foi um dos fundadores do movimento israelense Nova Direita, juntamente com o ex-membro do parlamento Michael Kleiner e estava por trás da aliança entre a direita israelense e os conservadores americanos, liderados pelo senador Jesse Helms. Além disso, organizou o fornecimento de armas para os guerrilheiros anti-comunistas na Nicarágua. A mais controversa entre suas atividades foi o apoio ao regime branco na África do Sul , devido à sua firme política anti-comunista, até seu colapso no início dos anos 1990.
Eskin lançou uma maldição de morte Pulsa diNura sobre o primeiro-ministro Yitzak Rabin em 1995, em resposta aos Acordos de Oslo. Acredita-se que a Pulsa diNura "funcione" dentro de 30 dias, e foi 32 dias após a maldição de Eskin que Rabin foi assassinado por Yigal Amir. Em 1999, Eskin profanou o túmulo de Izz al-Din al-Qassam: ele colocou a cabeça de um porco no túmulo. Por este motivo, foi condenado a 30 meses de prisão, até 20 de Fevereiro de 2003.
Em maio de 2005, Eskin ganhou um caso de calúnia que apresentou contra Barry Chamish. Mais tarde, descreveu Chamish como "uma pessoa que bebia muito, que extraiu suas teorias de uma garrafa".

### Contenda com Avigdor Lieberman
Em 2007, Eskin e dois investigadores privados foram presos, mas não indiciados, sob suspeita de que eles grampearam ilegalmente o ministro de Assuntos Estratégicos Avigdor Lieberman e o empresário Michael Chernoy. Isso foi parte de uma rivalidade de longa data entre Avigdor Eskin e Avigdor Lieberman — com Eskin descrevendo Lieberman como um "esquerdista".

### Rússia e Ucrânia.
Eskin liderou a campanha contra a concessão do título de herói da Ucrânia para Stepan Bandera e Roman Shukhevych. A campanha atraiu protestos de 36 membros do Knesset israelense e 10 membros do Congresso dos EUA.
Em 2014, Eskin pediu a intervenção russa na Ucrânia durante a revolução Euromaidan, e tentou reunir o apoio de Knesset para tal. Desde o início da guerra em Donbass, ele apoiou os separatistas.
Eskin frequentemente dá palestras na Rússia, Europa e Israel sobre ciência política e assuntos teológicos. Ele é apreciado dentro dos círculos conservadores russos devido ao seu firme apoio às causas de direita, a agenda pró-vida, a Vladimir Putin e à sua postura anti-ucraniana, anti-georgiana e anti-estoniana. Eskin tem laços estreitos com o analista político russo Aleksandr Dugin, tendo anteriormente servido no comitê central do Partido Eurásia de Dugin., assim como lideranças conservadores como os membros do Likud Michael Kleiner, Otzma Yehudit e o MK Itamar Ben-Gvir.
Em maio de 2018, a Ucrânia proibiu a entrada por três anos com um bloqueio do direito de alienar seus recursos e bens pertencentes.

### África do Sul
Eskin é ativo na política sul-africana, visitando frequentemente o país e trabalhando como ativista pelos direitos dos africâneres. Neste papel, ele causou incidentes diplomáticos, notadamente ao descrever Desmond Tutu como um fascista que está oprimindo o povo africâner.

### Vida pessoal
Eskin é casado e tem sete filhos.